# Pettiboneia dibranchiata
Pettiboneia dibranchiata är en ringmaskart som först beskrevs av Armstrong och Jumars 1978.  Pettiboneia dibranchiata ingår i släktet Pettiboneia och familjen Dorvilleidae. Inga underarter finns listade i Catalogue of Life.